# Coupe du monde de course en ligne de canoë-kayak
En canoë-kayak, la Coupe du monde de course en ligne est composée de 4 évènements majeurs. 3 manches de Coupe du Monde se déroulent durant les  mois de mai et juin, la finale étant les Championnats du monde de course en ligne qui sont organisés au mois d'août.
Les épreuves sont celles figurant au programme des Jeux olympiques à savoir chez les hommes : 200 m K1, K2 et C1 ; 1000 m K1, K2, K4, C1 ; et C2 et chez les femmes : 200 m K1 ; 500 m K1, K2 et K4.